# José Corrêa Gomes
José Corrêa Gomes ( * 1919- 1965 ) fue un botánico brasileño.
- La abreviatura «J.C.Gomes» se emplea para indicar a José Corrêa Gomes como autoridad en la descripción y clasificación científica de los vegetales.[1]

Tiene registradas 50 clasificaciones de nuevas especies, las que publicaba habtualmente en : Arch. Jard. Bot. Rio de Janeiro; Dusenia; Rev. Bras. Biol.; Rodriguésia; Notul. Syst. (Paris); Arquiv. Serv. Florest., R Janeiro

## Honores
Fue designado en 1997 "Ciudadano Benemérito Platinense" 

### Epónimos
Especies
- (Arecaceae) Syagrus gomesii Glassman[2]
- (Melastomataceae) Henriettea gomesii Brade[3]
- (Orchidaceae) Bulbophyllum gomesii Fraga[4]